# Chiloglottis valida
Chiloglottis valida är en orkidéart som beskrevs av David Lloyd Jones. Chiloglottis valida ingår i släktet Chiloglottis och familjen orkidéer. Inga underarter finns listade i Catalogue of Life.